# IC 792
IC 792 ist eine Spiralgalaxie vom Hubble-Typ Sb im Sternbild Coma Berenices am Nordsternhimmel. Sie ist schätzungsweise 276 Millionen Lichtjahre von der Milchstraße entfernt und hat einen Durchmesser von etwa 130.000 Lichtjahren. Die Galaxie ist unter der Katalognummer VCC 973 als Mitglied des Virgo-Galaxienhaufens gelistet.
Im selben Himmelsareal befinden sich u. a. die Galaxien NGC 4405, IC 788, IC 3368, IC 3369.
Das Objekt wurde am 19. Mai 1893 vom französischen Astronomen Stéphane Javelle entdeckt.